# Droga krajowa nr 5 (Polska)
Droga krajowa nr 5 – droga krajowa klasy S, klasy GP oraz do kwietnia 2025 roku klasy G, łącząca (wraz z odcinkiem drogi krajowej nr 91 między Grudziądzem a Gdańskiem) jedne z największych aglomeracji miejskich w Polsce, tj. Trójmiasto, aglomeracje: bydgoską, poznańską, wrocławską, wałbrzyską oraz jeleniogórską. Przebiega przez województwa:  warmińsko-mazurskie, kujawsko-pomorskie, wielkopolskie i dolnośląskie. Od 2 kwietnia 2025 roku swój bieg kończy na granicy polsko-czeskiej w Jakuszycach, wcześniej punktem końcowym trasy był węzeł Kamienna Góra Północ z drogą ekspresową S3 (powiat kamiennogórski).
Odcinek Wrocław – Bielany Wrocławskie według pomiarów średniego dobowego ruchu pojazdów silnikowych wykonanych przez GDDKiA w 2010, jest odcinkiem o jednym z największych natężeń ruchu w Polsce.
Pomiędzy Bielanami Wrocławskimi a Kostomłotami (28 km) przebieg drogi nr 5 pokrywa się z trasą autostrady A4, od węzła Poznań Wschód do węzła Poznań Komorniki (25 km) pokrywa się z trasą autostrady A2, na odcinku Nowe Marzy – Bielany Wrocławskie z trasą europejską E261, a od 2 kwietnia 2025 r. na odcinku Bolków – Jakuszyce z trasą europejską E65.
26 września 2023 roku dokonano skrócenia przebiegu drogi krajowej nr 5 do węzła drogowego Kamienna Góra Północ z drogą ekspresową S3. Równocześnie dalszy odcinek trasy przez Kamienną Górę i Lubawkę do granicy polsko-czeskiej – o długości 14,9 km – zdegradowano do kategorii drogi wojewódzkiej. Mimo to, w terenie nadal posiada on oznakowanie drogi krajowej.
1 kwietnia 2025 roku opublikowano zarządzenie Generalnej Dyrekcji Dróg Krajowych i Autostrad, na mocy którego dokonano zmiany przebiegu trasy w województwie dolnośląskim – dotychczasowy odcinek drogi krajowej nr 3 z Bolkowa przez Jelenią Górę i Szklarską Porębę do granicy państwowej został włączony do drogi krajowej nr 5, z kolei drogę nr 3 poprowadzono nowopowstałą trasą ekspresową do granicy w Lubawce.

## Klasa drogi
Pomijając odcinki stanowiące drogę ekspresową, arteria we Wrocławiu i na południe od niego ma parametry klasy GP. We wcześniejszych latach wyjątkiem był odcinek z Bolkowa do granicy w Lubawce, który posiadał parametry klasy G – odcinek ten na całej długości został zastąpiony przez drogę ekspresową S3.

## Historia numeracji
Na przestrzeni lat trasa posiadała różne oznaczenia:

| Numer | Numer   | Przebieg | Lata obowiązywania                                     | Źródło | Uwagi |
| ----- | ------- | --- | ------------------------------------------------------ | --- | --- |
| 3b    | 3b      | Poznań – Kościan | 1921 – lata 30.                                        | Ustawa z dnia 10 grudnia 1920 r. o budowie i utrzymaniu dróg publicznych w Rzeczypospolitej Polskiej (Dz.U. z 1921 r. nr 6, poz. 32) | Odnoga „b” drogi państwowej nr 3 |
| 9     | 9       | (Wrocław –) Rawicz – Kościan | 1921 – lata 30.                                        | Ustawa z dnia 10 grudnia 1920 r. o budowie i utrzymaniu dróg publicznych w Rzeczypospolitej Polskiej (Dz.U. z 1921 r. nr 6, poz. 32) | |
| 18/5  | 18/5    | Grupa Dolna – Świecie | lata 30. – 1952                                        | Zygmunt Jaworski, Alojzy Świkla, Wacław Pastwa, Mapa samochodowa Polski (stan dróg) na rok 1939/40, Tadeusz Musiał, 1939. Brak numerów stron w książce | |
| 18/3  | 18/3    | Świecie – Bydgoszcz | lata 30. – 1952                                        | Zygmunt Jaworski, Alojzy Świkla, Wacław Pastwa, Mapa samochodowa Polski (stan dróg) na rok 1939/40, Tadeusz Musiał, 1939. Brak numerów stron w książce | |
| ?     | ?       | Bydgoszcz – Szubin – Żnin – Gniezno | lata 30. – 1952                                        | Zygmunt Jaworski, Alojzy Świkla, Wacław Pastwa, Mapa samochodowa Polski (stan dróg) na rok 1939/40, Tadeusz Musiał, 1939. Brak numerów stron w książce | Nieznany numer drogi |
| 17/6  | 17/6    | Gniezno – Łubowo | lata 30. – 1952                                        | Zygmunt Jaworski, Alojzy Świkla, Wacław Pastwa, Mapa samochodowa Polski (stan dróg) na rok 1939/40, Tadeusz Musiał, 1939. Brak numerów stron w książce | |
| 16/4  | 16/4    | Poznań – Stęszew – Kościan – Leszno – Rawicz | lata 30. – 1952                                        | Zygmunt Jaworski, Alojzy Świkla, Wacław Pastwa, Mapa samochodowa Polski (stan dróg) na rok 1939/40, Tadeusz Musiał, 1939. Brak numerów stron w książce | |
| R 380 | R 380   | Schwetz (Świecie) – Bromberg (Bydgoszcz) | 1939 (?) – 1945                                        | DDAC Strassenkarte von Deutschland Masstab 1:1.250.000 (Juli 1941), München: IRO-Verlag Carl Kremling, lipiec 1941 (niem.). Brak numerów stron w książce | numer obowiązywał w trakcie niemieckiej okupacji |
| R 116 | R 116   | Posen (Poznań) – Seenbrück (Stęszew) – Lissa (Leszno) – Rawitsch (Rawicz) – Trebnitz (Trzebnica) – Breslau (Wrocław)                                                                                    | 1939 (?) – 1945                                        | DDAC Strassenkarte von Deutschland Masstab 1:1.250.000 (Juli 1941), München: IRO-Verlag Carl Kremling, lipiec 1941 (niem.). Brak numerów stron w książce | numer obowiązywał w trakcie niemieckiej okupacji |
| 36    | E16 E83 | Dolna Grupa – Świecie | • krajowy: 1952–1986 • międzynarodowy: 1962–1985       | Samochodowy atlas Polski 1:500 000. Wyd. IV. Warszawa: Państwowe Wydawnictwo Przedsiębiorstw Kartograficznych, 1965. Brak numerów stron w książce | |
| 48    | E83     | Świecie – Bydgoszcz – Szubin – Żnin – Gniezno – Łubowo | • krajowy: 1952–1986 • międzynarodowy: 1962–1985       | - Mapa samochodowa Polski 1:1 000 , Warszawa: Państwowe Przedsiębiorstwo Wydawnictw Kartograficznych, 1962. Brak numerów stron w książce - Samochodowy atlas Polski 1:500 000. Wyd. IV. Warszawa: Państwowe Przedsiębiorstwo Wydawnictw Kartograficznych, 1965. Brak numerów stron w książce - Samochodowy atlas Polski 1:500 000. Wyd. dziewiąte. Warszawa: Państwowe Przedsiębiorstwo Wydawnictw Kartograficznych, 1984. Brak numerów stron w książce - Radziecka mapa topograficzna 1:500 000 z 1985 roku | - Droga między Łubowem a Poznaniem na odcinku Łubowo – Pobiedziska istniała jako droga lokalna, zaś dalszy przebieg do Poznania powstał prawdopodobnie w latach 70. W latach 2012–2017 posiadała kategorię drogi gminnej. Obecnie jest to droga wojewódzka nr 194. - Według radzieckiej mapy topograficznej trasa E83 biegła z Poznania do Kostrzyna wspólnym odcinkiem z E8 i stamtąd przez Łubowo do Gniezna. |
| 40    | E83     | Poznań – Stęszew – Kościan – Leszno – Rawicz – Żmigród – Trzebnica – Wrocław | • krajowy: 1952–1986 • międzynarodowy: 1962–1985       | - Mapa samochodowa Polski 1:1 000 , Warszawa: Państwowe Przedsiębiorstwo Wydawnictw Kartograficznych, 1962. Brak numerów stron w książce - Samochodowy atlas Polski 1:500 000. Wyd. IV. Warszawa: Państwowe Przedsiębiorstwo Wydawnictw Kartograficznych, 1965. Brak numerów stron w książce - Samochodowy atlas Polski 1:500 000. Wyd. dziewiąte. Warszawa: Państwowe Przedsiębiorstwo Wydawnictw Kartograficznych, 1984. Brak numerów stron w książce - Radziecka mapa topograficzna 1:500 000 z 1985 roku | - Droga między Łubowem a Poznaniem na odcinku Łubowo – Pobiedziska istniała jako droga lokalna, zaś dalszy przebieg do Poznania powstał prawdopodobnie w latach 70. W latach 2012–2017 posiadała kategorię drogi gminnej. Obecnie jest to droga wojewódzka nr 194. - Według radzieckiej mapy topograficznej trasa E83 biegła z Poznania do Kostrzyna wspólnym odcinkiem z E8 i stamtąd przez Łubowo do Gniezna. |
| 18    | E12 E83 | Wrocław – Bielany Wrocławskie | • krajowy: 1952–1986 • międzynarodowy: 1962–1985       | Samochodowy atlas Polski 1:500 000. Wyd. IV. Warszawa: Państwowe Przedsiębiorstwo Wydawnictw Kartograficznych, 1965. Brak numerów stron w książce | |
| E22   | E22     | Bielany Wrocławskie – Kąty Wrocławskie – Kostomłoty | 1962–1985                                              | - Samochodowy atlas Polski 1:500 000. Wyd. IV. Warszawa: Państwowe Przedsiębiorstwo Wydawnictw Kartograficznych, 1965. Brak numerów stron w książce - Samochodowy atlas Polski 1:500 000. Wyd. piąte. Warszawa: Państwowe Przedsiębiorstwo Wydawnictw Kartograficznych, 1979. ISBN 83-7000-017-7. Brak numerów stron w książce - Samochodowy atlas Polski 1:500 000. Wyd. dziewiąte. Warszawa: Państwowe Przedsiębiorstwo Wydawnictw Kartograficznych, 1984. Brak numerów stron w książce                    | Odcinek oznaczany na mapach jako autostrada |
| 378   | 378     | Kostomłoty – Strzegom – Dobromierz | 14 II 1986–2000                                        | Uchwała nr 192 Rady Ministrów z dnia 2 grudnia 1985 r. w sprawie zaliczenia dróg do kategorii dróg krajowych (M.P. z 1986 r. nr 3, poz. 16) | Numeracja odcinka w 1970 roku: - x33: Kostomłoty – Strzegom, - x236: Strzegom – Dobromierz Źródło: Mapa sieci dróg państwowych województwa wrocławskiego z 1970 roku |
| 5     | E83     | Dobromierz – Bolków | • krajowy: 14 II 1986–2000 • międzynarodowy: 1962–1985 | - Samochodowy atlas Polski 1:500 000. Wyd. IV. Warszawa: Państwowe Przedsiębiorstwo Wydawnictw Kartograficznych, 1965. Brak numerów stron w książce - Samochodowy atlas Polski 1:500 000. Wyd. piąte. Warszawa: Państwowe Przedsiębiorstwo Wydawnictw Kartograficznych, 1979. ISBN 83-7000-017-7. Brak numerów stron w książce - Samochodowy atlas Polski 1:500 000. Wyd. dziewiąte. Warszawa: Państwowe Przedsiębiorstwo Wydawnictw Kartograficznych, 1984. Brak numerów stron w książce                    | |
| 371   | 5       | Bolków – Kamienna Góra – Lubawka – granica państwa | 371: 1986–2000 5: od 2000                              | jw. oraz Uchwała nr 192 Rady Ministrów z dnia 2 grudnia 1985 r. w sprawie zaliczenia dróg do kategorii dróg krajowych (M.P. z 1986 r. nr 3, poz. 16) | W latach 70. odcinek Kamienna Góra – Lubawka – granica państwa istniał jako droga państwowa nr 39. |
| 5     | E261    | (Gdańsk) Świecie – Bydgoszcz – Szubin – Żnin – Gniezno – Pobiedziska – Poznań – Stęszew – Kościan – Leszno – Rawicz – Trzebnica – Wrocław – Świdnica – Świebodzice – Dobromierz – Bolków (Jelenia Góra) | od 14 II 1986, z późniejszymi zmianami                 | Uchwała nr 192 Rady Ministrów z dnia 2 grudnia 1985 r. w sprawie zaliczenia dróg do kategorii dróg krajowych (M.P. z 1986 r. nr 3, poz. 16) | Ważniejsze zmiany przebiegu: - w 2000 (przedłużenie do granicy) - wraz z oddawaniem do ruchu odcinków drogi ekspresowej S5 następuje przenoszenie trasy na nowy przebieg – m.in. w 2012 (oddanie do użytku drogi ekspresowej S5 z Gniezna do Poznania; stary przebieg przez Poznań od 1 stycznia 2016 r. jako droga wojewódzka nr 196, dalszy odcinek do Gniezna od 2017 roku posiada numer 194). Fragmenty starej trasy z Poznania do Wrocławia obecnie posiadają numery 311 (Poznań – Stęszew – Piotrowo Pierwsze), 309 (Śmigiel – Leszno – Rawicz) i 359 (Żmigródek – Trzebnica – Wrocław) - w 2023 (skrócenie do nowo powstałego węzła z drogą ekspresową S3; dalszy przebieg do granicy państwowej stał się drogą wojewódzką) |

W latach 1999–2000 fragment drogi nr 5 w Bydgoszczy, łączący drogę krajową nr 10 z ówczesną drogą nr 245, posiadał kategorię drogi wojewódzkiej.

## Droga ekspresowa S5
Na odcinku Nowe Marzy – Wrocław Północ (A8) oraz Ostróda Południe - Wirwajdy droga ma status drogi ekspresowej S5.

## Ważniejsze miejscowości leżące na trasie 5
- Ostróda (S7, DK15, DK16) – obwodnica S5/DK16
- Nowe Marzy (A1, DK91)
- Świecie (DK91) – obwodnica S5/DK91
- Bydgoszcz (DK10, DK25, DK80) – obwodnica S5/S10/DK25
- Szubin – obwodnica S5
- Żnin – obwodnica S5
- Gniezno (DK15) – obwodnica S5
- Poznań (A2, DK11) – wschodnia obwodnica S5 oraz południowa obwodnica (wspólny przebieg z A2 i S11)
- Stęszew (DK32) – obwodnica S5
- Kościan – obwodnica S5
- Śmigiel – obwodnica S5
- Leszno (DK12) – obwodnica S5
- Rydzyna – obwodnica S5
- Bojanowo – obwodnica S5
- Rawicz (DK36) – obwodnica S5
- Żmigród – obwodnica S5
- Trzebnica (DK15) – obwodnica S5
- Wrocław (Autostrada A8, DK94) – obwodnica śródmiejska
- Bielany Wrocławskie (A4, DK35) – obwodnica A4
- Kąty Wrocławskie – obwodnica A4
- Strzegom – obwodnica
- Dobromierz (DK34) – obwodnica
- Bolków (DK3) – obwodnica
- Jelenia Góra[1]
- Jakuszyce[1] (granica państwa)

## Szczegóły przebiegu

### Bydgoszcz
- 1985[c] – XXI wiek: ul. Szubińska – pl. Poznański – ul. Poznańska[d] / ul. Grudziądzka[e] – Wały Jagiellońskie – rondo Kujawskie – ul. Toruńska – rondo Toruńskie – al. Stefana Wyszyńskiego – most Pomorski – rondo Fordońskie – al. Stefana Wyszyńskiego – rondo Skrzetuskie – al. Stefana Wyszyńskiego – al. Armii Krajowej[9][10]
- do 30 grudnia 2020 roku: al. Jana Pawła II – rondo Toruńskie – al. Stefana Wyszyńskiego – rondo Fordońskie – al. Stefana Wyszyńskiego – rondo Skrzetuskie – al. Stefana Wyszyńskiego – al. Armii Krajowej[11]
- od 31 grudnia 2020 roku - obwodnica ekspresowa S5[12]

### Poznań
- 1985[c] – 2010: ul. Głogowska – ul. Piotra Ściegiennego – ul. Krzysztofa Arciszewskiego – ul. Hetmańska – Wiadukt Dolna Wilda – ul. Hetmańska – Wiadukt Hetmański – ul. Hetmańska – most Przemysła I – ul. Hetmańska – rondo Starołęka – ul. Ludwika Zamenhofa – rondo Rataje – ul. Jana Pawła II – rondo Śródka – ul. Podwale – ul. Zawady – ul. Główna – ul. Gnieźnieńska[9][10]
- 2010[13] – 2012[14]: ul. Głogowska – ul. Piotra Ściegiennego – ul. Krzysztofa Arciszewskiego – ul. Hetmańska – Wiadukt Dolna Wilda – ul. Hetmańska – Wiadukt Hetmański – ul. Hetmańska – most Przemysła I – ul. Hetmańska – rondo Starołęka – ul. Ludwika Zamenhofa – rondo Rataje – ul. Jana Pawła II – rondo Śródka – ul. Podwale – ul. prymasa Hlonda – ul. Główna – ul. Gnieźnieńska
- na niektórych mapach droga krajowa nr 5 poprowadzona była ul. Warszawską i ul. Bałtycką zamiast ul. Podwale i ul Główną
- od 2012[15]: Południowa Obwodnica[11]

### Wrocław
Na przestrzeni lat kilkukrotnie zmieniano przebieg trasy we Wrocławiu:
- 1985[c] – 2005[17]: ul. Sułowska – most Widawski – ul. Sułowska – ul. Żmigrodzka – ul. Na Polance – mosty Osobowickie – ul. Władysława Reymonta – ul. Pomorska – ul. Stanisława Dubois – ul. Mieszczańska – most Mieszczański – ul. Władysława Jagiełły – ul. Mostowa – most Sikorskiego – ul. Podwale – pl. 1 Maja – ul. Podwale – pl. Orląt Lwowskich – ul. Podwale – pl. Legionów – ul. Grabiszyńska – ul. Zaporoska – ul. Gajowicka – al. gen. Józefa Hallera – ul. Powstańców Śląskich – al. Karkonoska
- 2005 – 2014[18]: ul. Sułowska – most Widawski – ul. Sułowska – ul. Żmigrodzka – ul. Na Polance – mosty Osobowickie – ul. Władysława Reymonta – ul. Pomorska – ul. Stanisława Dubois – ul. Mieszczańska – most Mieszczański – ul. Władysława Jagiełły – ul. Mostowa – most Sikorskiego – ul. Podwale – pl. 1 Maja – ul. Podwale – pl. Orląt Lwowskich – ul. Józefa Piłsudskiego – pl. Legionów – ul. Grabiszyńska – al. gen. Józefa Hallera – ul. Powstańców Śląskich – al. Karkonoska
- 2014[19] – 2018: ul. Sułowska – most Widawski – ul. Sułowska – ul. Żmigrodzka – ul. Jana Nowaka-Jeziorańskiego – Most Milenijny – ul. Milenijna – ul. Na Ostatnim Groszu – Estakada Gądowianka – ul. Klecińska – al. gen. Józefa Hallera – ul. Powstańców Śląskich – al. Karkonoska
- od 2018 roku[20]: S5 – ul. Żmigrodzka – ul. Jana Nowaka-Jeziorańskiego – most Milenijny – ul. Milenijna – ul. Na Ostatnim Groszu – Estakada Gądowianka – ul. Klecińska – al. gen. Józefa Hallera – ul. Powstańców Śląskich – al. Karkonoska

## Ograniczenia w ruchu pojazdów ciężarowych
- Granicy Lubawka – Královec nie mogą przekraczać pojazdy ciężarowe o dmc powyżej 9 ton ze względu na ograniczenie na przygranicznym moście[21]

### Dopuszczalny nacisk na oś
Od 13 marca 2021 roku na drodze dozwolony jest ruch pojazdów o nacisku pojedynczej osi napędowej do 11,5 tony.

#### Do 13 marca 2021
Wcześniej droga krajowa nr 5 objęta była ograniczeniami dopuszczalnego nacisku pojedynczej osi:
| Znak | Dopuszczalny nacisk | Odcinek                                                                      |
| ---- | ------------------- | ---------------------------------------------------------------------------- |
| DK5  | do 11,5 tony        | - Nowe Marzy – Świecie – Bydgoszcz – Żnin - Bielany Wrocławskie – Kostomłoty |
| DK5  | do 10 ton           | - Wrocław – Bielany Wrocławskie - Kostomłoty – Dobromierz – Bolków           |
| DK5  | do 8 ton            | Bolków – Kamienna Góra – Lubawka – granica państwa                           |

Stosowne oznakowanie odcinka o dopuszczalnym nacisku na oś do 10 ton (znak E-15f) występowało we Wrocławiu.

## Galeria

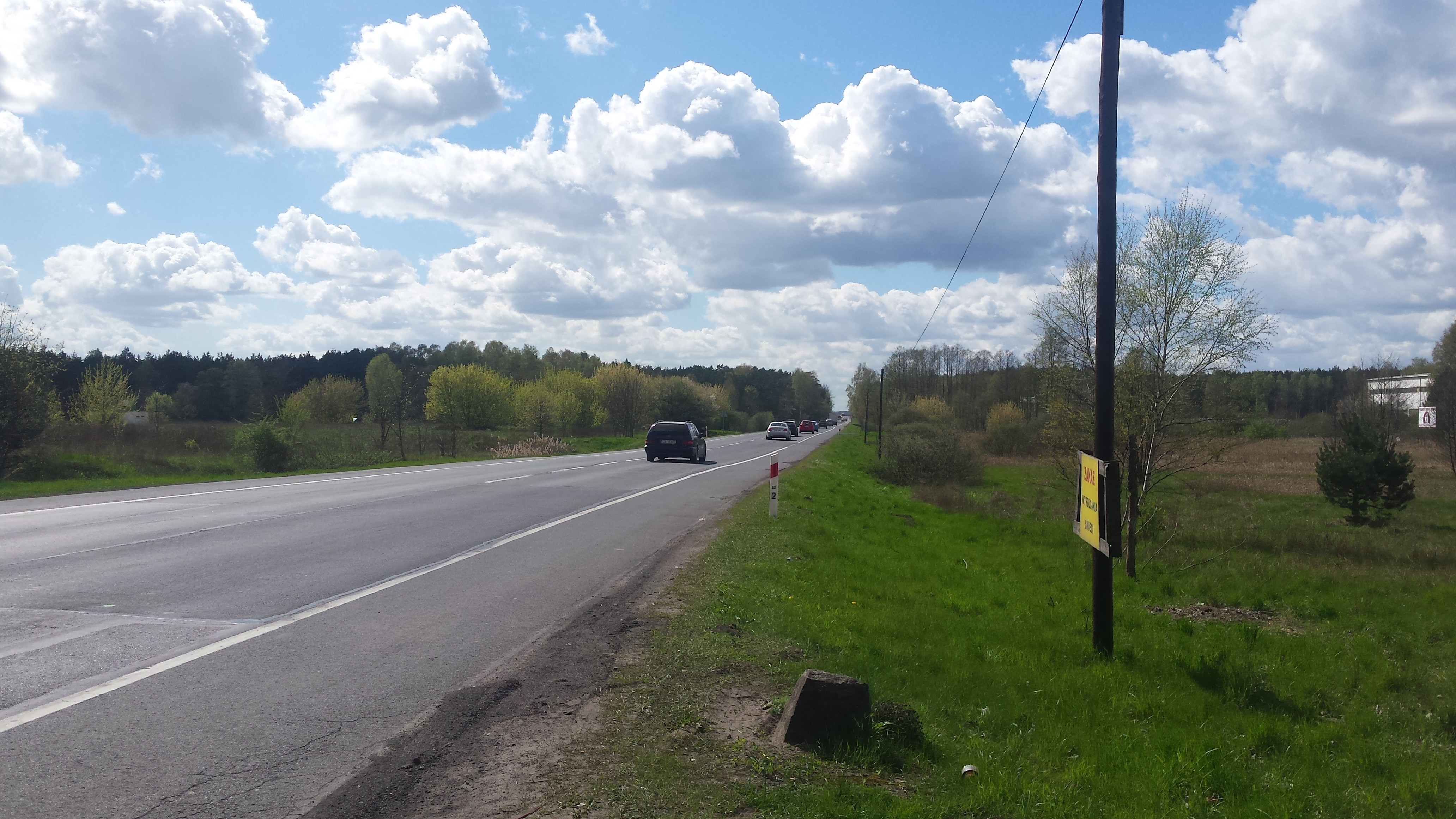
Krajowa „5” w kierunku Poznania
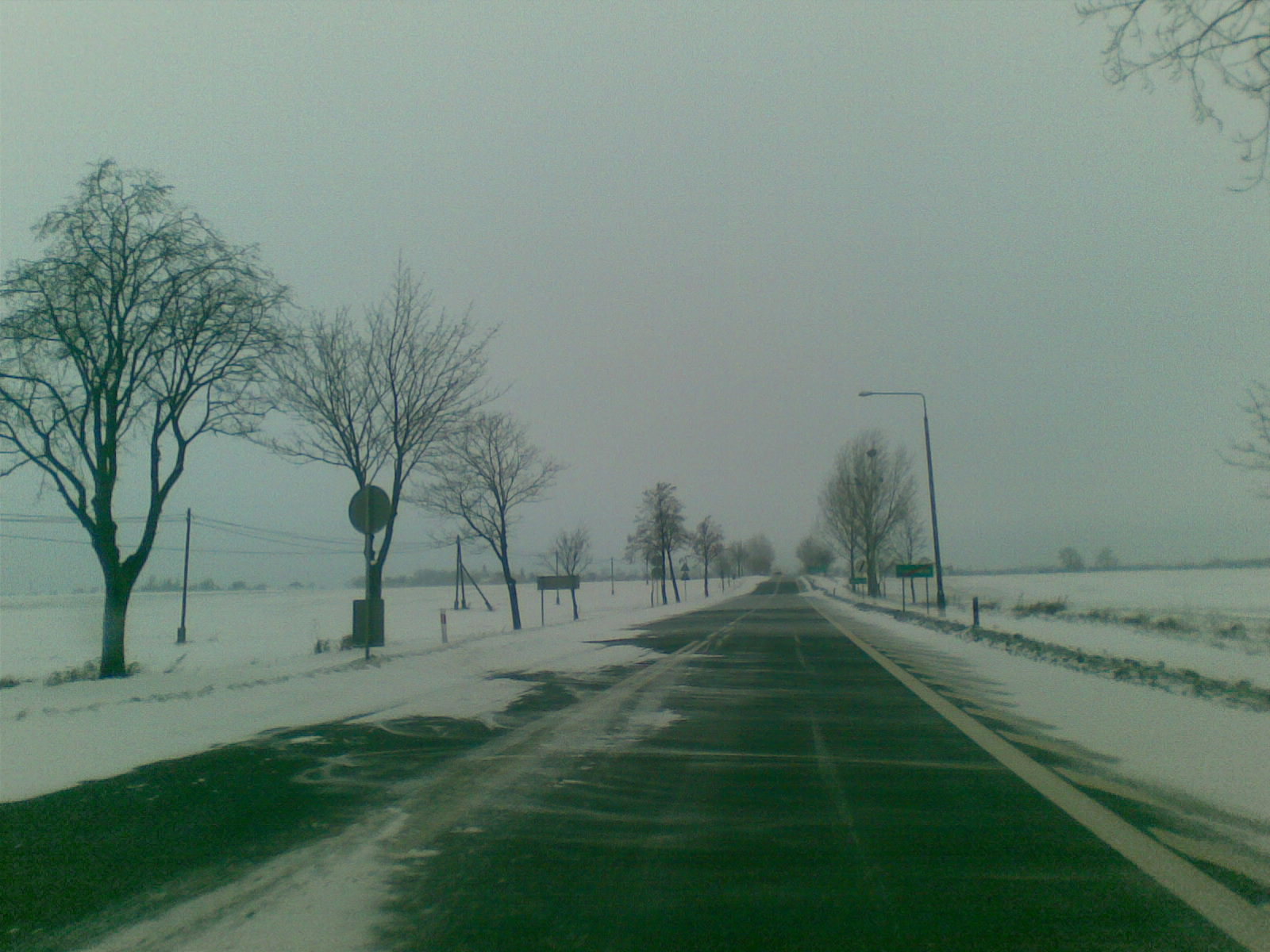
Droga krajowa nr 5 zimą – Zawada (powiat świecki)
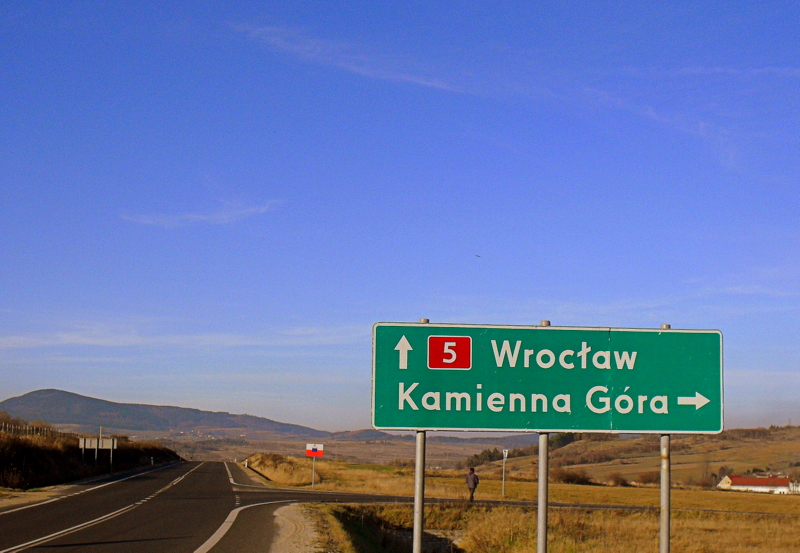
Zjazd do Przedwojowa

## Linki  zewnętrzne
- Przebieg drogi krajowej nr 5 w OpenStreetMap
- DK 5 na portalu polska-org.pl